# ANTARA

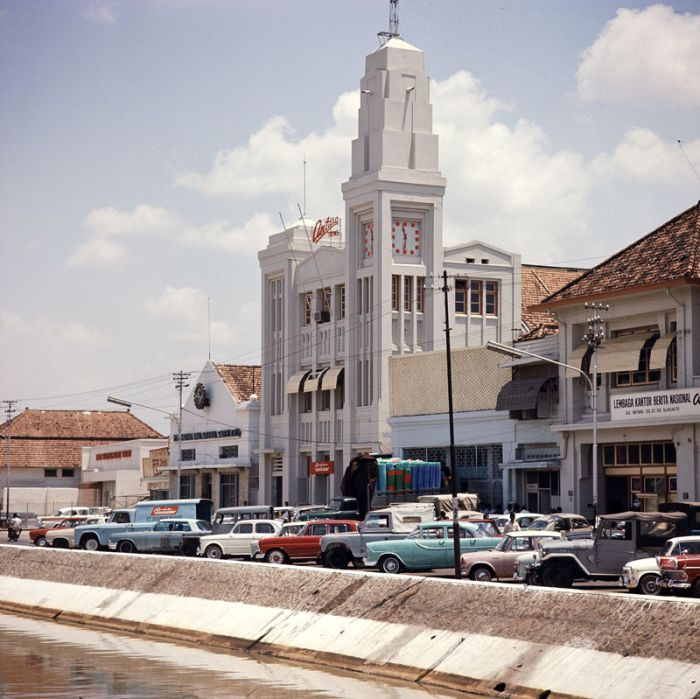
Kantoor van Antara News (afbeelding uit de collectie van het Wereldmuseum Amsterdam)

ANTARA is het persbureau van de Indonesische overheid. Het is opgericht op 13 december 1937 door Adam Malik, Soemanang, AM Sipahoetar and Pandoe Kartawagoena. Onder Soekarno in 1962 werd het bedrijf het landelijke persbureau.
Het hoofdkantoor is in Jakarta gevestigd. Het heeft kantoren in alle Indonesische provincies. Het kantoor op Sumatra is opgericht door Djamaluddin Adinegoro.
Het persbureau heeft zo'n 200 correspondenten en geeft dagelijks zo'n 250 berichten uit.
De buitenlandse kantoren zijn in Caïro, Canberra, Kuala Lumpur, New York en Sanaa gevestigd.
ANTARA werkt samen met de volgende persbureaus:
- AAP, Australië
- Xinhua News Agency, China
- AFP, Frankrijk
- DPA, Duitsland
- Kyodo, Japan
- Reuters, Verenigd Koninkrijk
- Bernama, Maleisië